# Series web en Argentina
Una serie web es un producto audiovisual creado para ser distribuido a través de Internet. Si bien estas series están basadas en el formato televisivo, tienen características particulares que los diferencian del mismo, como la corta duración de los capítulos, el bajo presupuesto de producción y la opción de visualización desde varios dispositivos. Todo esto inmerso en la dinámica de la Web 2.0, cuyas características difieren totalmente del universo televisivo. En Argentina, las series web tienen una historia breve y en crecimiento. La sanción de la Ley de Servicios de Comunicación Audiovisual (LSCA) 26.522, del año 2009, incentivó la producción y difusión de contenidos audiovisuales. Dicha legislación establecía el fomento del sector a partir de diferentes convocatorias, concursos, programas y apoyos oficiales desde entes estatales autárquicos como el Instituto Nacional de Cine y Artes Audiovisuales (INCAA), el Fondo Nacional de las Artes, la Autoridad Federal de Servicios de Comunicación Audiovisual (AFSCA), a través de su Fondo de Fomento Concursable (FOMECA), y el Sistema Universitario Nacional. Sumado a esto, se propició un contexto para el surgimiento de nuevas señales en todo el país, principalmente en relación con las Universidades Nacionales. El caso más particular, trascendente y disruptivo es el de UN3TV de la Universidad Nacional de Tres de Febrero, que logró crear una plataforma web con una gran cantidad de webseries de diverso tipo, así como un canal de YouTube. Muchas de estas series han tenido éxito y se han hecho muy populares, como es el caso de Un año sin nosotros, que fue nominada a varios premios.

## Producción y distribución
En Argentina, la gran mayoría de las series web están concentradas en la plataforma Youtube. Hay otras alternativas como la plataforma Cont.ar, que alberga una gran cantidad de producciones audiovisuales nacionales, desde series web hasta ficciones y documentales. Funciona de manera similar a la plataforma Cine.ar, dependiente del Instituto Nacional de Cine y Artes Audiovisuales (INCAA). Por otro lado, el portal UN3TV alberga casi exclusivamente series web producidas por la UNTREF, de los más variados géneros. A diferencia de Cont.ar, cuyo contenido está en la misma página, en UN3TV las series son subidas a YouTube y luego los reproductores son embebidos en el portal, lo que afirma la hegemonía de Youtube como plataforma de contenidos.
Es destacable el uso de las redes sociales (tales como Twitter, Facebook e incluso Instagram) para la difusión del contenido audiovisual seriado, su promoción y la construcción de la audiencia.
En el país hay distintos concursos para desarrollo de series web, como el Concurso de Desarrollo y Producción de Series Web Federales llevado a cabo por el INCAA, que además del premio en dinero se compone de un acompañamiento tutorial y capacitación a cargo de especialistas. Los ganadores de este concurso pueden pasar a la etapa de producción. Otro concurso destacado es el que promueve el Polo Audiovisual Córdoba, que otorga premios para la etapa de desarrollo exclusivamente a proyectos radicados en la provincia de Córdoba.

## Género y formato
Los géneros más comunes de series web oscilan entre la comedia y el drama. En el caso de las series web de UN3TV, hay ficciones seriadas que incursionan en el docu-reality (Pick up the fork) o lo musical (Cumbia nena). En otros casos son ficciones que se valen de personalidades reconocidas en el mundo de los contenidos audiovisuales para la web, como la webserie Mundillo, escrita y protagonizada por la youtuber Malena Pichot. Esta última, a su vez, ha cosechado una popularidad tal que consiguió un lugar en la Televisión Pública Argentina.  
La mayoría de las series web están pensadas para verse en dispositivos móviles, en el transporte público, es decir, en tiempos muertos de espera donde la duración de los capítulos varía entre 3 y 10 minutos. Las series web apuntan a un target más o menos específico, que por lo general es juvenil.  
Gonzalo Arias, el director de UN3TV, acotó que "Un gran desafío para los productores de este formato es el de poder desarrollar una historia profunda (con personajes complejos) que logre empatizar y atrapar al público en cuestión de pocos minutos ya que se requieren otros ritmos a nivel compositivo. En una misma serie, cada episodio dura lo que tiene que durar para completar la idea”.
Otra característica del formato online es que se logra crear contenido con un presupuesto menor que el televisivo. Sin embargo, la serie web todavía no tiene un punto de retorno tan claro como lo tiene la TV o el cine.
Martín Lapissonde, director de Macaco Films, afirma que "Las series web no tienen entradas como el cine o rating como la televisión, sin embargo muchas marcas están comenzando a poner el foco sobre estos nuevos contenidos. A pesar de los inconvenientes económicos, los productores siguen apostando a este formato generando contenido con mayor continuidad y al mismo tiempo brindando la posibilidad a poder experimentar constantemente con nuevas formas narrativas. Este formato es realmente apoyado por actores y actrices del país, insertando caras conocidas en el mundo serial web. Este formato, a su vez, le otorga una libertad sin precedentes al consumidor, debido a que ya no son los distribuidores los que pueden decidir cuándo el público accede al contenido.

### Casos paradigmáticos

#### Cualca
Articulo principal: Cualca
También en las series destacadas se encuentra Cualca, que cosechó éxito principalmente en las cuentas oficiales de Vimeo y YouTube. Fue escrita y protagonizada por Malena Pichot, Julián Kartun, Julián Lucero, Julián Doregger y Charo López. La serie es una parodia en donde tratan mensajes feministas, en contra del racismo, la homofobia y los prejuicios sociales en general existentes en Argentina, en la cual no existe una línea argumental determinada. Cuenta con varios personajes recurrentes, y otros que se adaptan a los capítulos, que están divididos en episodios y micros.
Una segunda temporada fue propuesta vía Idea.me y fue estrenada el 6 de noviembre de 2014 por el canal de YouTube de Pichot. 
Sobre la metodología de crear los guiones y las ideas para el show, Malena Pichot explicó: «Si hay mucha gente pensando, siempre va a salir algo distinto. El problema de la televisión es que todo cae en las manos de los mismos guionistas», explica Pichot. Por otro lado, Julián Lucero explica: «Algunos son puro humor y otros tienen crítica. No nos quedamos ni en la pavada total ni en la bajada de línea.»
Sus actores principales fueron Caro Pardíaco (Julián Kartún) que es un personaje recurrente con muchísimo dinero, típica "concheta" de Buenos Aires. Ana Chamot (Charo López) que es una mujer grosera y maleducada. También lo fue Marta Chamot (Charo López) que es la tía de Ana Chamot. Y por último, Señor Brócoli (Julián Lucero) que es el personaje de "Marcemar".
Dicha serie cuenta con una extensa primera temporada (de 46 episodios) que se estrenó el 9 de febrero de 2012 y finalizó el 29 de diciembre de 2013. Luego el 6 de noviembre del 2014 se estrenaría su segunda y última temporada (de 10 episodios) finalizando el día 16 de enero del año 2015.

#### Tiempo libre
Tiempo libre es una serie protagonizada por Martin Piroyanski, en la cual se representa a sí mismo para desmitificar el estilo de vida de los famosos. La serie está compuesta de 20 capítulos de 5 minutos cada uno. Cuenta con cameos de famosos haciendo de ellos mismos: Sebastian Wainrach, Ines Efron, Anita Pauls, Emmanuel Horvilleur, Clemente Cancela, entre otros. La serie se caracteriza por un humor políticamente incorrecto, y una autorreferencialidad al mejor estilo Seinfeld o The Office. La premisa inicial es mostrar lo que hace un actor cuando no está haciendo nada. Los personajes aparecen burlándose un poco de sí mismos, de la fama, los egos, los fanes, el mundo de los medios y los caprichos. La serie fue estrenada en 2014, junto con el estreno del canal UN3TV.
Piroyanski también fue protagonista de series web posteriores, como Parecido y El canal de Venecia.

#### Mundillo
Otro caso importante ha sido la serie Mundillo, una serie ligada con el género del humor absurdo que cuanta la historia de un grupo de personas que trabajan en un vivero, una madre que sólo habla en clave musical, una televisión que acecha la salud mental de los protagonistas y tienen una familia miniatura que vive en una planta. Estrenada en UN3, el canal de la Universidad Nacional de Tres de Febrero y protagonizada por Malena Pichot, Charo López y Julián Lucero. La serie cuenta con 10 capítulos con una duración de entre 7 a 11 minutos aproximadamente. 
Federico Suárez, director de la serie junto a Esteban Garay Santalo, explica que Mundillo es un universo en sí mismo. Allí conviven las historias de Zanellita (Pichot), Emiliano (Lucero) y Raquel (Lopez). Es una especie de vivero segmentado en espacios donde vagan muchísimos personajes, desde quinceañeras hasta la madre de Zanellita (Dan Breitman), con su partucular forma de hablar, o una familia que habita en la planta baja.
Los productores de este trabajo destacan las bondades de las series web como universo mucho más plural que la televisión, la cual ha quedado poco actualizada en Argentina. En la web, mucho público encuentra distintas ópticas para diversos temas, en distintos lenguajes, duraciones y formatos, así como el "on demand", que permite que uno pueda llegar a los contenidos cuando quiera y donde quiera, sumado a la posibilidad de compartirlo, viralizarlo y hacerlo propio.

#### Fiction Crew

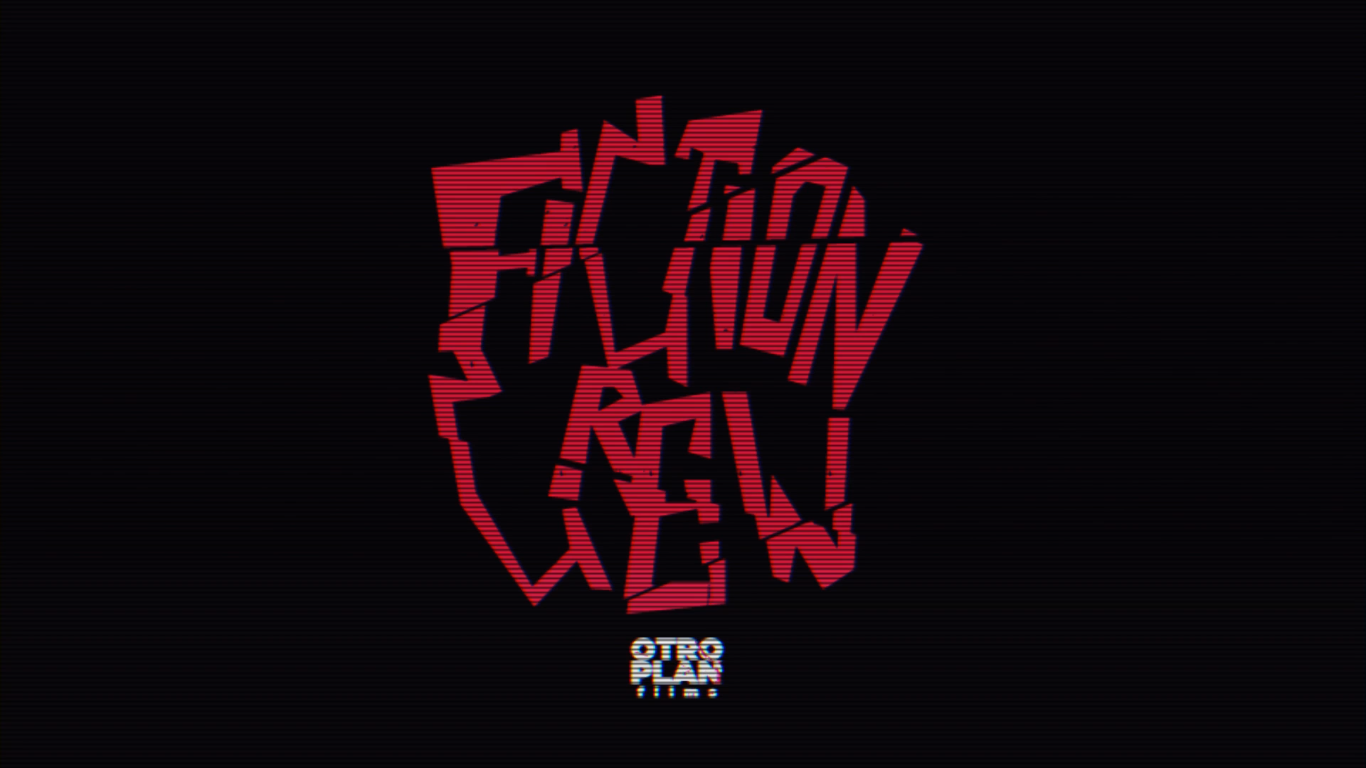
Logo de Fiction Crew

Un caso de interés para el formato es el de Fiction Crew, una serie web antológica de suspenso autofinanciada por la productora Otro Plan Films, emitida y promocionada a través de las plataformas de YouTube, Facebook e Instagram. Fiction Crew es una de las pocas series web de este género en Argentina. La dinámica utilizada consiste en la publicación un capítulo auto-conclusivo de corta duración con una periodicidad mensual en Argentina. Sus producciones se caracterizan por las variadas temáticas que abarcan.
Cada entrega de la serie tiene temáticas diferentes, transita géneros diversos, e incluso recursos narrativos distintos, que se filman en diversas locaciones y se van adaptando a la necesidad del guionista y director/a a cargo de cada episodio. Muchos de ellos fueron filmados en la ciudad de Villa María y Bell Ville.
Los episodios son de corta duración, con un límite de tiempo aproximado de hasta 15 minutos. Cada capítulo dura lo que la trama necesite para desarrollarse de la mejor forma posible. Con recursos propios y el "sponsoreo" de algún benefactor ocasional, Fiction Crew está pensado para no tener tanta necesidad financiera y poder filmar y editar en poco tiempo y con pocos recursos. Se busca que las historias estén representadas con actores locales, aprovechando las posibilidades que brinda la Universidad Nacional de Villa María y las distintas escuelas de teatro de la ciudad (Grupos de teatro ETI (Elenco de Teatro Independiente) y El Globo Rojo). También dentro de la productora hay personas con formación y experiencia actoral en audiovisuales, que han desempeñado la actuación dentro de la serie. 
La obra de mi vida
Una de las últimas producciones de este género fue "La obra de mi vida" de Te lo resumo así nomás, Tangram Cine y la Compañía Teatral "Vuelve en Julio". La serie es una Comedia Dramática de diez episodios escritos y protagonizados por Natalia Maldini y Jorge Pinarello y dirigidos por Cristian Ponce. Al poco tiempo de su estreno, la misma tuvo cientos de miles de reproducciones y repercusiones en todas las redes sociales. "La obra de mi vida" pudo ser realizada gracias al gran Fandom de la Comunidad de Te lo resumo así nomás y Te lo transmito así nomás, quienes colaboraron a través de una plataforma Crowdfounding para completar el presupuesto total de la misma.  
La trama gira en torno a Natalia, una chica que está por cumplir 30 años y se encuentra atrapada entre conflictos relacionados con su carrera como actriz. A través de su punto de vista nos sumergimos en el Universo del Teatro Independiente, el folclore de la generación que vivió su infancia en los 90´en Argentina y; cómo el cine y la televisión atravesó sus vidas generando así todo tipo de referencias cinematográficas convertidas en recursos para contar la historia del grupo de teatro de Natalia, formado por sus mejores amigos y su pareja.
Actualmente, es una de las series web más vistas del año 2019 en todo el mundo.

## Eventos y festivales

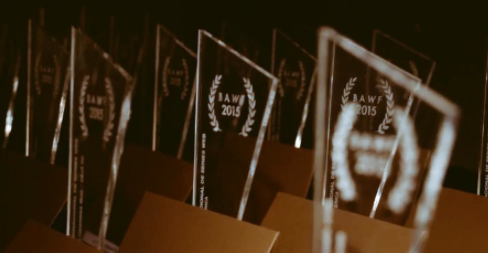
Premios del BAWEBFEST. Edición 2015

En Argentina existe un festival exclusivo de series web, el BAWEBFEST, que a su vez es el primer Festival Internacional de Series Web de Sudamérica. Reúne proyectos tanto locales como internacionales de alto nivel artístico, creados y comercializados a través de la web. Se realiza anualmente en marzo, en Buenos Aires. Es un lugar de encuentro para los realizadores que cuenta con workshops, paneles, charlas y rondas de negocios para el desarrollo de este formato. Las competencias están divididas en categorías internacional, iberoamericana, argentina y documental.
Los ganadores del BAWEBFEST en ediciones anteriores fueron Jingleros (2018), Boy Scauts (2017), Un año sin nosotros (2016) y El Show de Cúmulo & Nimbo (2015).
- Jingleros: dos publicistas freelancers le ponen música a diferentes productos: desde un whisky para niños hasta un político con nombre impronunciable.[14]
- Boy Scauts: filmada en distintos escenarios de la cordillera patagónica, la historia cuenta cómo dos hermanos, Lucas (Julian Kartun) y Diego, se las rebuscan para mantener la tutoría y custodia de su pequeña hermana.[11]
- Un año sin nosotros: cuenta la historia de Ricardo y Clara, quienes llevan una década como pareja pero se dan cuenta de que necesitan un año sin estar juntos. Esta serie ha cosechado varios premios, entre ellos el Martin Fierro categoría “Mejor Ficción de Internet”, el Festival Internacional de Cine de Valencia Cinema Jove por Mejor Serie y Mejor Dirección, y el Gran Premio del Jurado del Berlín Web Festival.[15]
- Cúmulo & Nimbo: con la impunidad de dos amigos en confianza, Cúmulo y Nimbo tocan temas filosóficos desde el más llano sentido común, y atraviesan capas de sentido con un hilo conductor absolutamente casual.[16]